# پوئبلا سیتی
پوئبلا (به اسپانیایی: Puebla) نام رسمی شهر «پوئبلا د ساراگوسا» (به اسپانیایی: Puebla de Zaragoza)، مرکز ایالت پوئبلا در کشور مکزیک است.
جمعیت این شهر ۱٬۵۳۹٬۸۱۹ نفر است و یکی از پنج شهر مهم دوران استعماری کشور مکزیک است.

## آب و هوا
- میانگین بالاترین دما در سال ۲۰ سلسیوس (بالاترین دما ماه آوریل ۲۳ سلسیوس)
- میانگین پایین‌ترین دما در سال ۱۱ سلسیوس (پایین‌ترین دما ماه ژانویه و ماه دسامبر ۸ سلسیوس)
- بارش در سال ۷۷۰ میلی‌متر (بالاترین بارش ماه سپتامبر ۱۵۰ میلی‌متر / پایین‌ترین بارش ماه ژانویه، ماه فوریه و ماه دسامبر ۰ (هیچ) میلی‌متر)

## پیشینه
این شهر در سال ۱۵۳۱ میلادی در منطقه ای به نام «کوتلاکسکواپان» (Cuetlaxcoapan)، که به معنی «جایی که مارها تغییر پوست می‌دهند»، در بین دو تا از شهرهای اصلی بومی در آن زمان تأسیس شد، تلاکسکالا (Tlaxcala) و چولولا (Cholula). قبل از رسیدن اسپانیایها به این منطقه در قرن ۱۶ میلادی هیچ قمی در این دره زندگی نمی‌کرد. این منطقه در درجه اول برایی جنگ (جنگهای گلی) میان سرخپوستان بومی استفاده می‌شد.
پایه و اساس این شهر با نامه‌ای از اسقف تلاکسکالاا، خولیان گارسس (Julián Garcés)، در سال ۱۵۳۰ میلادی به ملکه اسپانیا که در آن از ضرورت ساخت یک شهر میان شهر مکزیکو سیتی و بندر وراکروس صحبت می‌کرد آغاز می‌شود. ملکه اسپانیا از تأسیس پوئبلا حمایت کرد، ولی به عنوان یک شهر بدون انکومیاندا، این سیستم که مورد سوءاستفاده قرار گرفته بود و تعدادی از اسپانیاییها را مستعمرات بی زمین گذاشته بود.
در تاریخ ۱۶ آوریل ۱۵۳۱ میلادی این شهر با طرح کلاسیک و اسپانیایی، با یک میدان اصلی در مرکز، (امروزه به نام "سوکالو") و با نام "شهر فرشتگان" (سیوداد د لوس آنخلس) (به اسپانیایی: Ciudad de los Ángeles)، تأسیس شد.
در طول جنگ استقلال مکزیک، نقش اصلی پوئبلا چاپ و توزیع طرح استقلال بود. پس از استقلال در سال ۱۸۲۷، همه اسپانیایی‌ها از زمین‌های این شهر اخراج شدند.
پس از استقلال مکزیک در سال ۱۸۲۱ میلادی در طول جنگ آمریکا و مکزیک در سال‌های ۱۸۴۶ تا ۱۸۴۸ میلادی، جنگی که در آن مکزیک قسمت بزرگی از خاک خود را در شمال به همسایه خود آمریکا واگذار کرد، این شهر به دست ارتش آمریکا بدون شلیک گلوله اشغال شد. در آخر جنگ بنا بر قرارداد گواداالوپه ایدالگو (Treaty of Guadalupe Hidalgo) ارتش آمریکا این شهر را ترک کرد.
در زمان حمله فرانسه به مکزیک (۱۸۶۲ تا ۱۸۶۷ میلادی)، این شهر در اشغال فرانسویها بود تا اینکه، ژنرال ایگناسیو ساراگوسا، در تاریخ ۵ مه ۱۸۶۲ میلادی در این شهر اشغالگران فرانسوی که در آن زمان به عنوان پور قدرت‌ترین ارتش دنیا شناخته می‌شدند را شکست داد. پس از فروپاشی امپراتوری ماکسیمیلین، رئیس‌جمهور وقت، بنیتو خوارس نام این شهر را به نام فعلی آن «پوئبلا» (پوئبلا د ساراگوسا) تغییر داد.
در طول انقلاب مکزیک این در این شهر اکیلس سردان (Aquiles Serdán) پشت یکی از نخستین توطئها در برابر رژیم پورفیریو دیاس بود. این شهر در طول این انقلاب زیر کنترل پابلو گونزالس بود والی بعد به دست امیلیانو ساپاتا افتاد.
با توجه به تاریخ و سبک‌های معماری این شهر که رنسانس و باروک مکزیکی هست، این شهر جایگاه خود را به عنوان یک میراث جهانی یونسکو در سال ۱۹۸۷ میلادی به دست آورد.

## نام
نام نخست این شهر در زمان تأسیس «شهر فرشتگان» (سیوداد د لوس آنخلس) (به اسپانیایی: Ciudad de los Ángeles) بود. نام فعلی آن «پوئبلا» (پوئبلا د ساراگوسا) را رئیس‌جمهور وقت، بنیتو خوارس پس از فروپاشی امپراتوری ماکسیمیلین، در اقدامی تلافی جویانه بر سر گروه محافظه کاری که در آن زمان این شهر را تحت سلطه داشت و به افتخاره ژنرال ایگناسیو ساراگوسا، که در زمان حمله فرانسه به مکزیک در تاریخ ۵ مه ۱۸۶۲ میلادی در این شهر اشغالگران فرانسوی را شکست داده بود، تغییر نام داد.

## امروزه
شهر پوئبلا به خاطر موقعیت جغرافیائی خود و نزدیکی به شهر مکزیکو سیتی، پیوستن بندر وراکروس به پایتخت و پا داشتن فرودگاه بین‌المللی در ۲۳ کیلومتری شمال غربی شهر، یکی از مهم‌ترین شهرهای کشور مکزیک به حساب می‌آید.
این شهر یک شهر صنعتی و تجاری به‌شمار می‌رود، که بزرگترین آن‌ها نساجی و صنعت خودرو (کارخانهٔ ولکس واگن) است. از محصولات اصلی دیگر این شهر می‌شود از منسوجات، سفال، ظرف، کاشی و غذاهای فراوری شده نام برد.

## شهرهای خواهرخوانده
شهر پوئبلا ۹ شهر خواهرخوانده دارد.
- آسونسیون، پاراگوئه
- کانکون، مکزیک
- ووج، لهستان
- اکلاهوما سیتی، آمریکا
- پوئبلو، آمریکا
- رودس، یونان
- تالاورا د لا رینا، اسپانیا
- وولفسبورگ، آلمان
- خالاپا، مکزیک
- فاس، مراکش

## نگارخانه

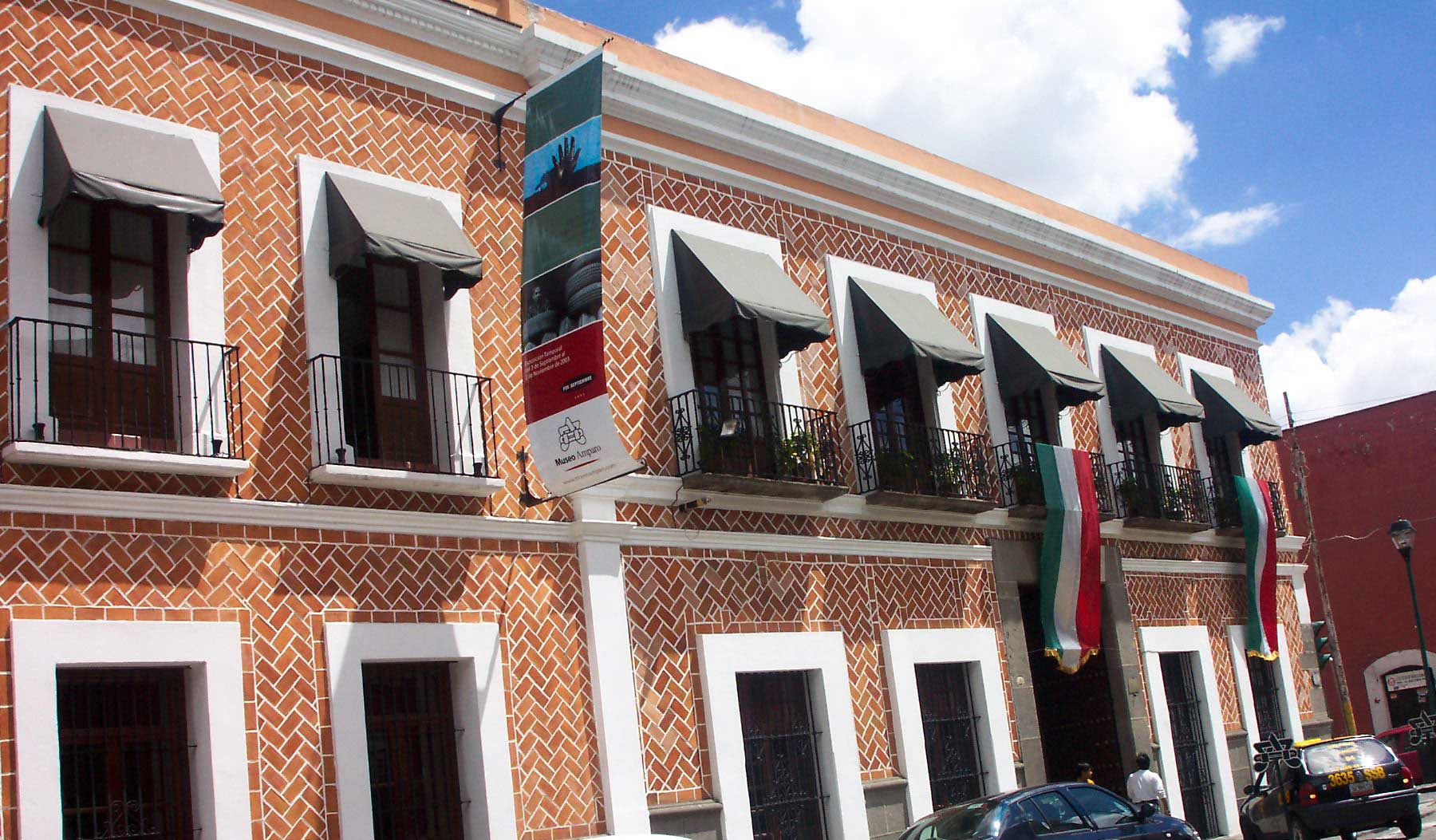
موزهٔ آمپارو
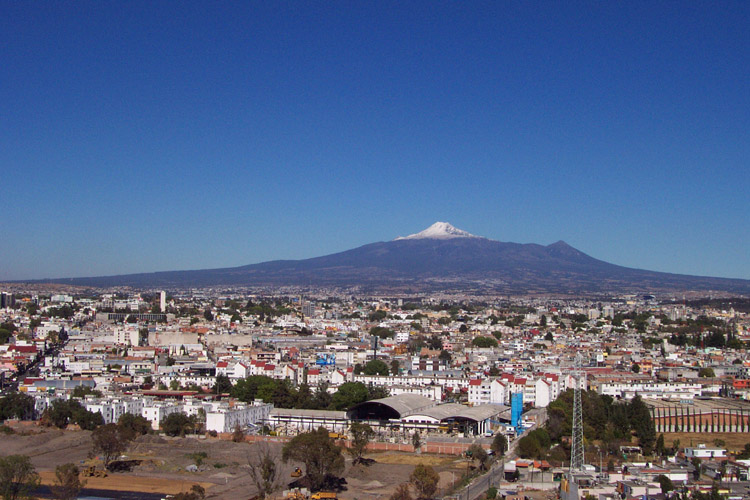
چشم انداز از پوبلا، در پشت زمینه آتشفشان مالینتزین
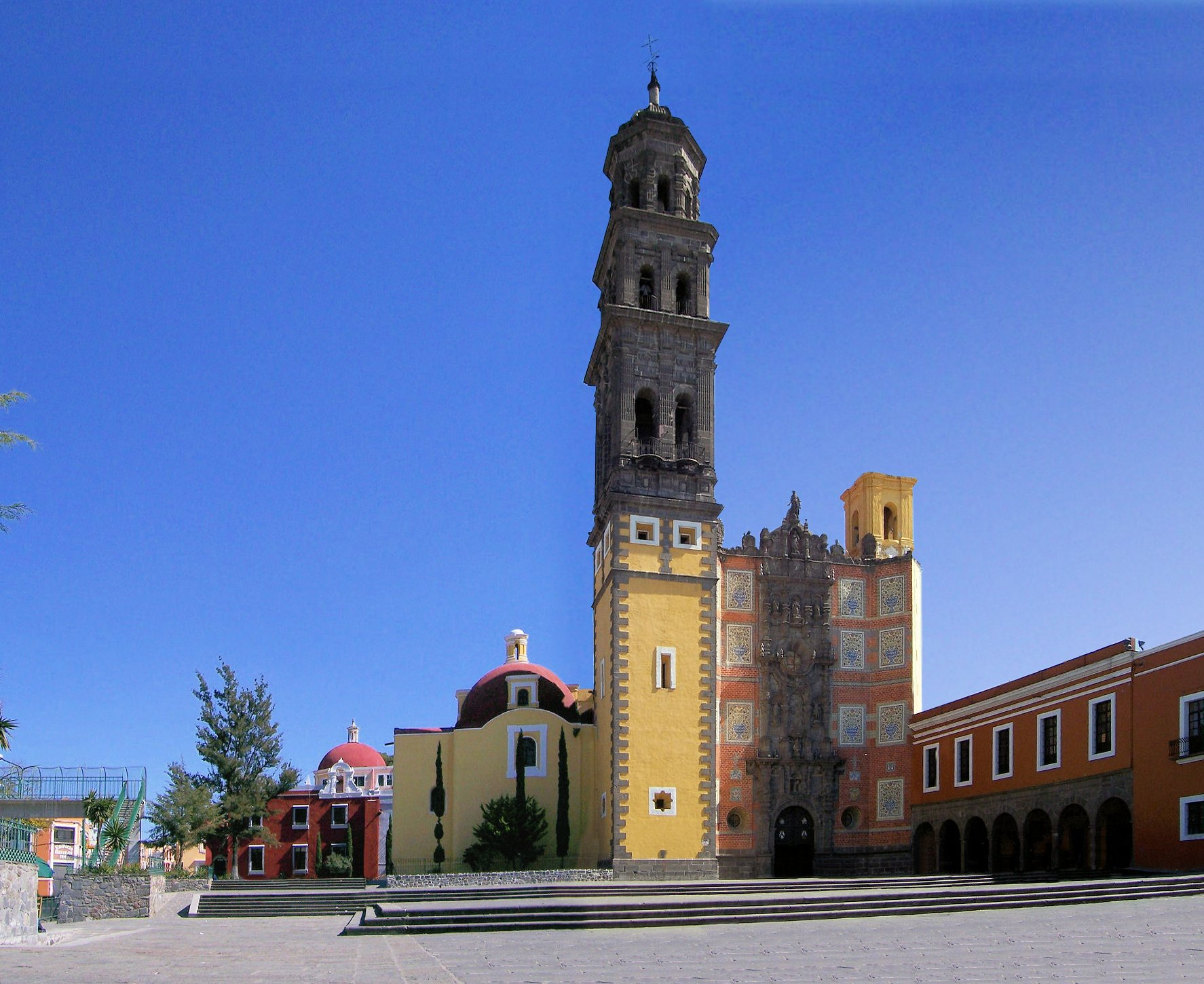
معبد سن فرانسیسکو
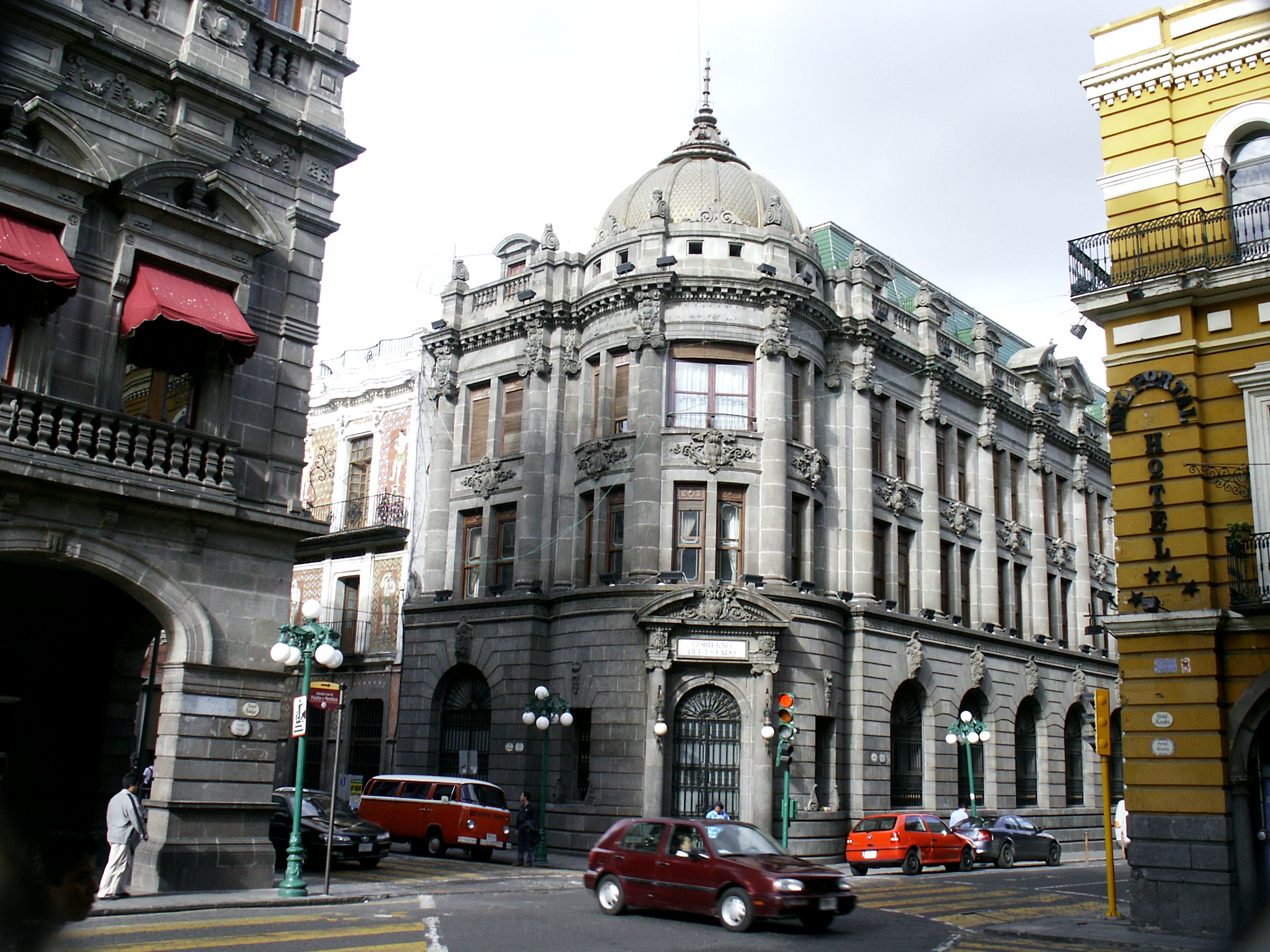
مرکز شهر
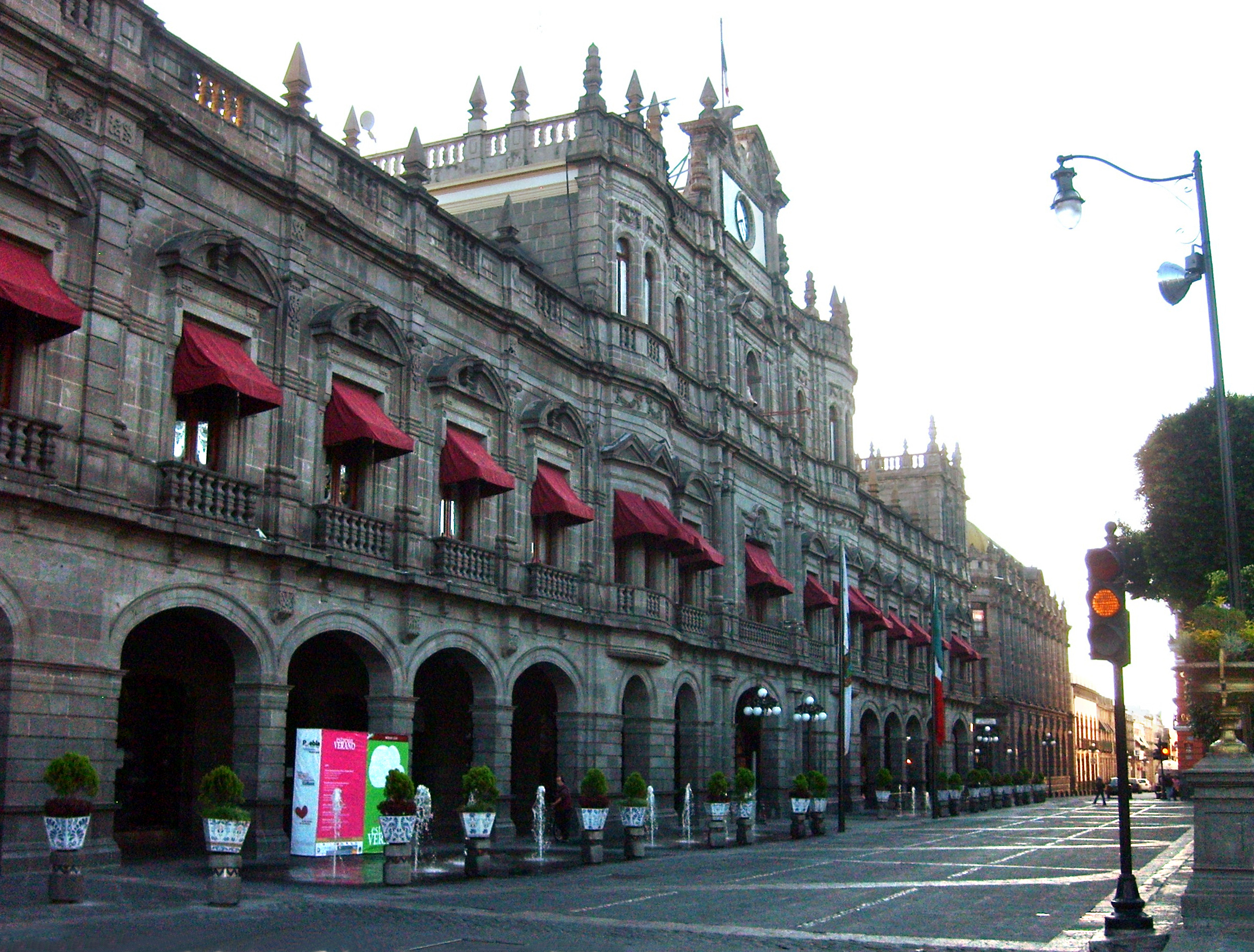
کاخ دولت در مرکز شهر
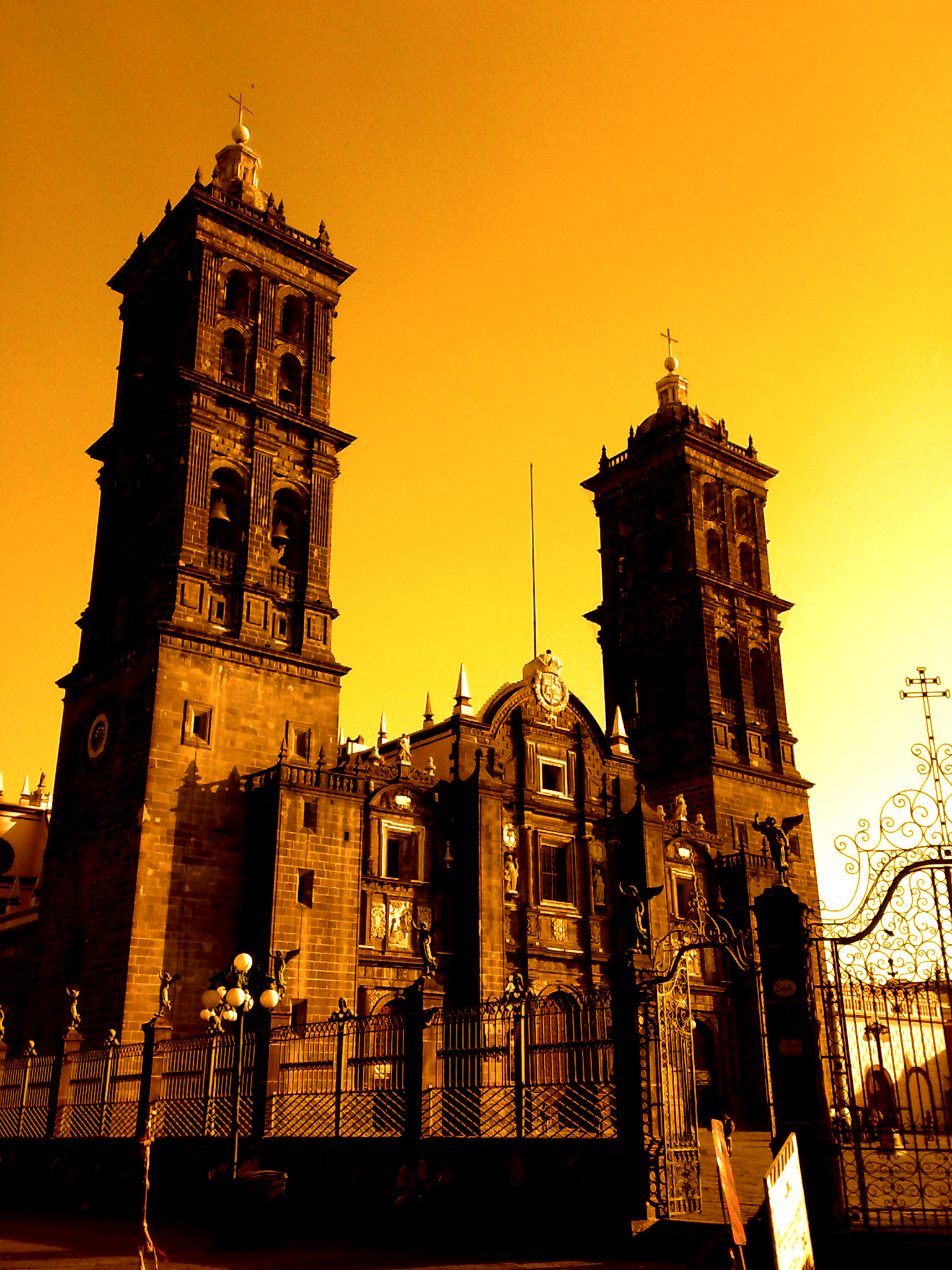
کلیسای مرکز شهر
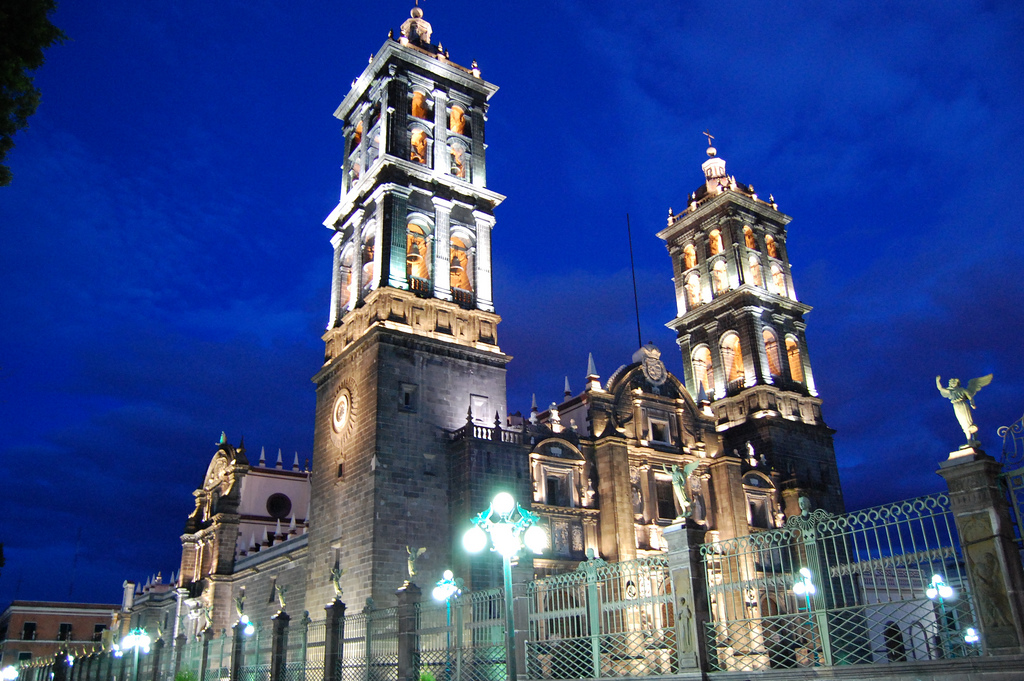
کلیسای مرکز شهر در شب
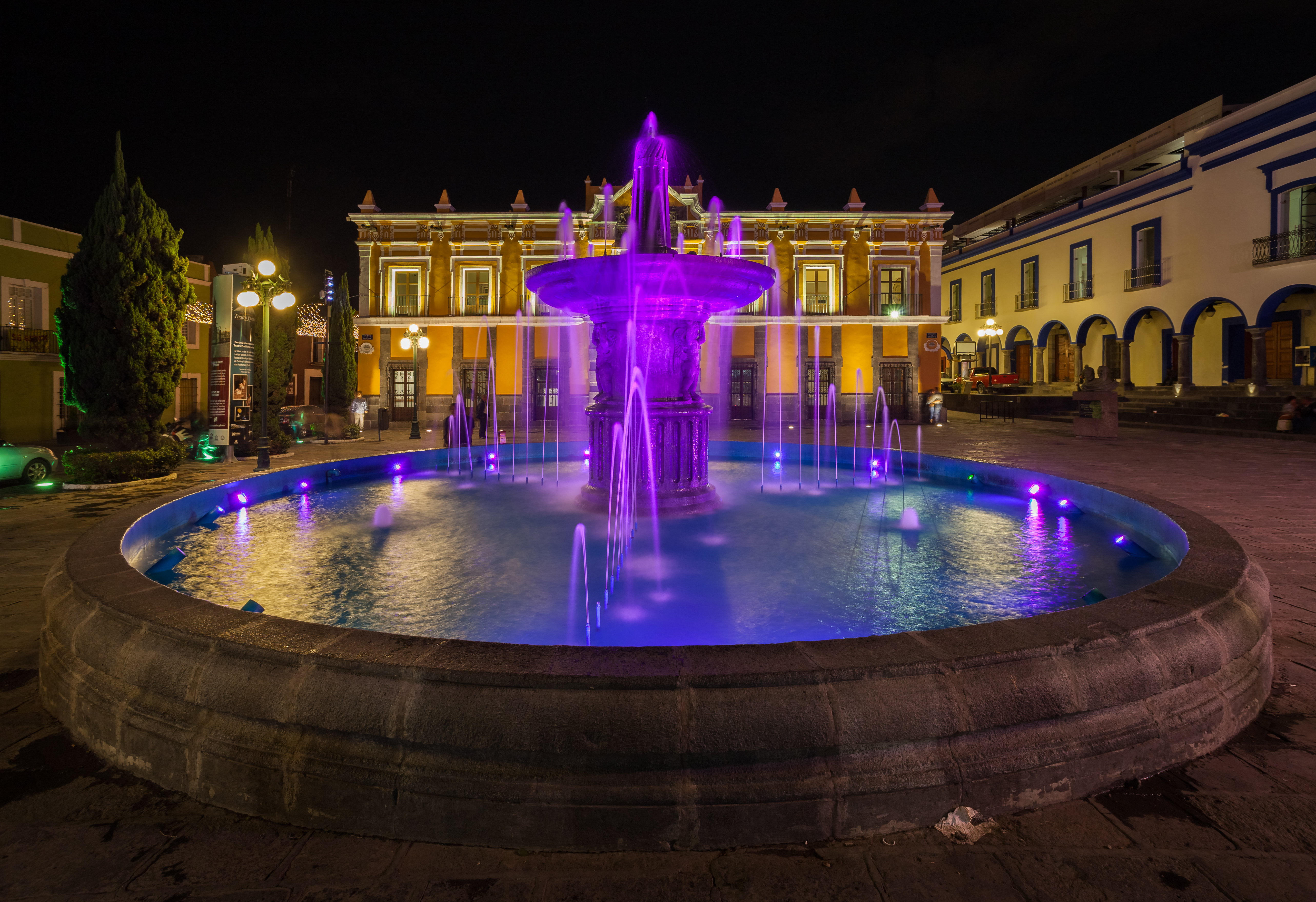
میدان شهر
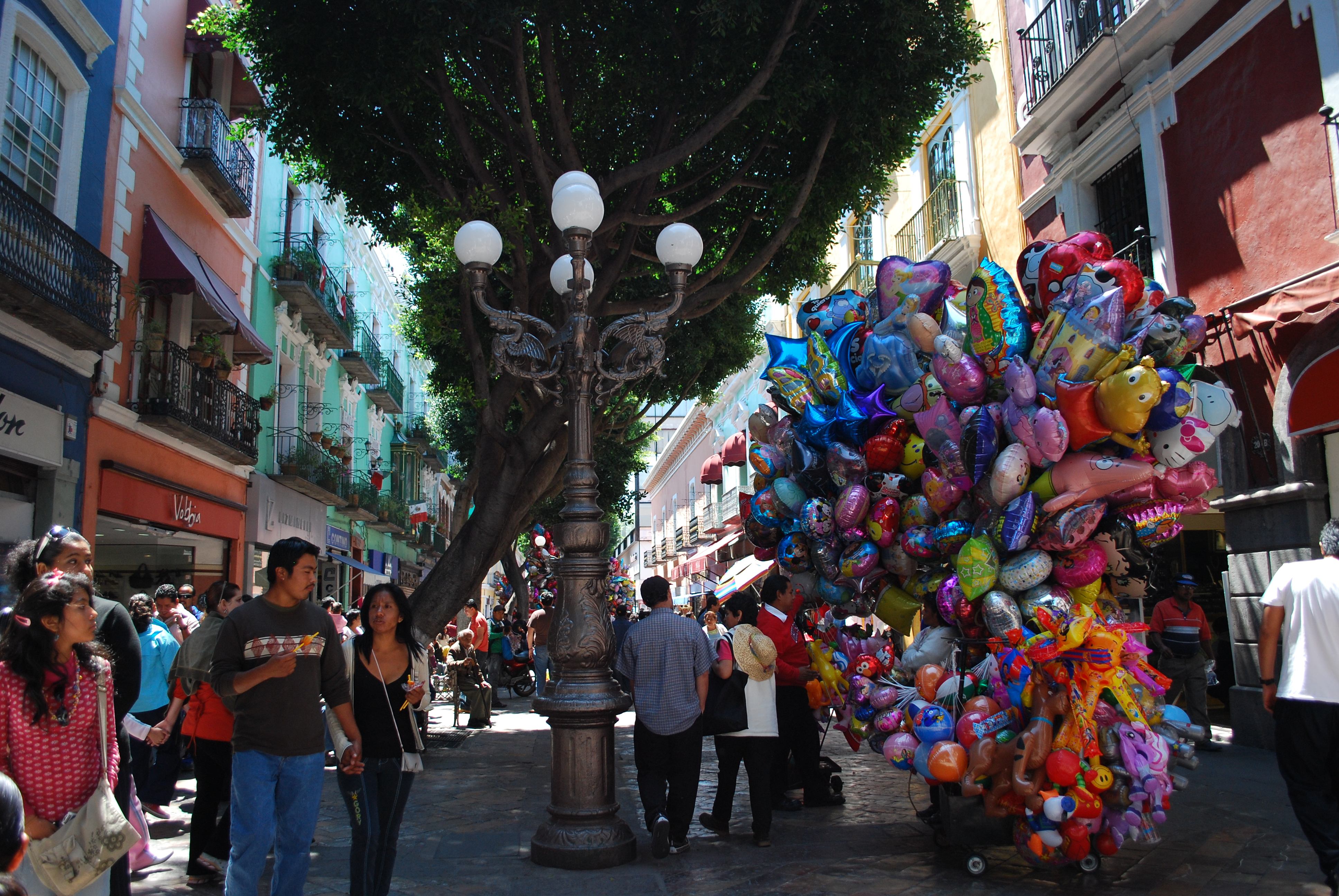
خیابان ۵ مه، مرکز شهر